# Libération
Libération (ofta kallad Libé; uttal [liberasjõʹ]) är en fransk dagstidning, grundad 1973 i Paris på initiativ av Jean-Paul Sartre. Libération är en av de stora franska rikstidningarna och var den första franska dagstidningen med webbupplaga.

## Historia
Tidningens grundare var Jean-Paul Sartre, Serge July, Philippe Gavi och Bernard Lallement. Det skedde under efterspelet av majrevolten 1968, som mobiliserat en fransk socialistisk vänsterrörelse. Själva utgivningsbolaget hade grundats två år tidigare – 1971.
Från starten hade tidningen kopplingar till den maoistiska rörelsen Gauche prolétarienne, med tillskott av anarkister. 1981 skedde dock ett utgivningsavbrott, orsakat av interna problem. Därefter lade Libération om sin utgivningspolitik och accepterade annonser i, samtidigt som man inledde en utveckling som en radikal men oberoende kvalitetstidning. Inom dagspressen skilde man sig då från sin socialistiska tidningskollega L'Humanité, som ägdes av franska kommunistpartiet. 
Vid avbrottet 1981 låg tidningens upplaga på cirka 50 000 exemplar. Denna steg under årtiondet kraftigt, och ett tag hade man cirka en miljon läsare. Senare stagnerade upplagan och föll sakta tillbaka; 2013 låg upplagan på cirka 113 000 exemplar och 2019 var den 91 383.
Inledningsvis ägdes Libération av sina anställda. En ekonomisk kris 2005 ledde dock till att finansmannen Édouard de Rothschild (född 1957) klev in som majoritetsägare av tidningen. Två år senare bytte tidningen ånyo ägare, efter ett nytt konkurshot. Anno 2022 ägs tidningen via en fond skapad av Altice Média, en bolagsgrupp kontrollerad av den franske miljardären Patrick Drahl. Drahl är även majoritetsägare i mediebolaget BFM TV.

## Stil
Libération bidrog till en ny typ av dagstidning för de franska läsarna, i ett land med få stora rikstidningar och en samtidigt livaktig regional dagspress. Med Libé kom en mer radikal och ibland provokativ journalistisk ton.
Utöver sin fria vänsterprofil har Libération bland annat profilerat sig språkligt. Man är en av få franska tidningar som konsekvent anammat den internationellt vanligaste skiljeteckenstandarden, där kolon, semikolon, frågetecken, utropstecken och citattecken (så kallade "höga skiljetecken") följer på föregående ordslut utan mellanliggande hårt mellanslag. Det traditionellt franska mönstret med mellanslag leder ibland till en glesare satsbild; jämför Marie : « C'est moi ! » med Marie: «C'est moi!».